# San Diego Open 1996
Il San Diego Open 1996 è stato un torneo di tennis giocato sul cemento. È stata la 18ª edizione del torneo di San Diego, che fa parte della categoria Tier II nell'ambito del WTA Tour 1996. Si è giocato a San Diego negli USA dal 19 al 25 agosto 1996.

## Campionesse

### Singolare
Kimiko Date ha battuto in finale  Arantxa Sánchez Vicario con il punteggio di 3–6, 6–3, 6–0

### Doppio
Gigi Fernández /  Conchita Martínez hanno battuto in finale  Larisa Neiland /  Arantxa Sánchez Vicario con il punteggio di 4–6, 6–3, 6–4